# هم‌رزمان ۲: جلوی جهانی
«هم‌رزمان ۲: جبهه جهانی» (انگلیسی: Brothers in Arms 2: Global Front) یک بازی ویدئویی در سبک تیراندازی اول شخص است که توسط گیم‌لافت و در سال ۲۰۱۰ برای ios و در سال ۲۰۱۱ برای اندروید منتشر شده‌است.

## گیمپلی
«هم‌رزمان ۲:جبهه جهانی» گیم پلی مشابهی با سری «مبارزه مدرن» دارد و از نسخه قبلی خود یعنی «هم‌رزمان:ساعات قهرمانان» متفاوت است. در حالی که «ساعات قهرمانان» یک تیراندازی سوم شخص بود، «جبهه جهانی»کاملاً از منظر اول شخص بازی می‌شود (به جز در هنگام پوشش).
بازی با استفاده از دکمه‌های مجازی روی صفحه کنترل می‌شود. یک استیک کنترل مجازی برای حرکت استفاده می‌شود، در حالی که هدف با کشیدن انگشت روی صفحه لمسی به دست می‌آید. بازیکن همچنین می‌تواند خمیده شود، نارنجک پرتاب کند، از مناظر آهنی سلاح خود استفاده کند، دوباره بارگیری کند، اسلحه را عوض کند، سلاح‌های مختلف را بردارد، دشمنان چاقو، موانع را بپوشاند، و با استفاده از دکمه‌ها و اعلان‌های روی صفحه لمسی شلیک کند. تمام کنترل‌ها را می‌توان از منوی اصلی سفارشی کرد. این بازی در ابتدا دارای سیستم پوشش خودکار و عملکرد اجرا بود، اما هر دو از نسخه Free+ حذف شدند. کنترل‌های ژیروسکوپی نیز به نسخه Free+ اضافه شد.
حالت چند نفره از طریق اتصال وای فای محلی، بلوتوث و اتصال اینترنت جهانی قابل پخش است. در طول گیم پلی، بازیکنان وقتی بازیکن حریف را می‌کشند، برچسب سگ دریافت می‌کنند. سپس آنها می‌توانند از این تگ‌های سگ برای خرید تقویتی برای کمک به حمله به تیم مقابل و کسب امتیاز تیم خود استفاده کنند. همچنین از برچسب‌های سگ برای خرید سلاح، مهمات و تجهیزاتی مانند تجهیزات، نارنجک‌ها و کیت‌های بهداشتی استفاده می‌شود که می‌توان آن‌ها را به کمپین تک نفره حمل کرد و از آن خارج کرد.

## نظرات
جبهه جهانی به‌طور عمده با بررسی‌های مثبت منتشر شد. نسخه اصلی iOS دارای امتیازات ۸۱٫۴۰٪ در گیم رنکینگز بر اساس پنج بررسی و ۸۳ از ۱۰۰ در متاکریتیک بر اساس پنج بررسی است.
تریسی اریکسون از Pocket Gamer امتیاز ۷ از ۱۰ را به بازی و به آن "جایزه برنز" داد. او از کنترل‌ها انتقاد داشت و استدلال می‌کرد که دکمه‌های روی صفحه بسیار زیاد است، و همچنین احساس می‌کرد که برخی از سطوح ضعیف طراحی شدهاند. در نهایت، او احساس کرد که "همرزمان ۲" تنوع را به تازگی ترجیح می‌دهد و علی‌رغم بسیاری از کاستی‌های جزئی، تا حد زیادی موفق می‌شود".
لیوای بوچانان از IGN امتیاز ۷/۷ از ۱۰ را به بازی داد. او از خطی بودن گیم پلی، طرح کنترل و خط داستانی «کاملا غیرعملی» انتقاد داشت. اما او گرافیک را تحسین کرد و به این نتیجه رسید که «هم رزمان:جبهه جهانی» یک پیشرفت بزرگ نسبت به نسخه اصلی برای آیفون است، اما اگر می‌خواهید یک شوتر برای آیفون خود داشته باشید، باید N.O.V.A را به بالای بسته فشار دهم. فقط یک بازی بهتر است. اگر «جبهه جهانی» آنقدر دست نگهدار نبود و به شما اجازه می‌داد کمی خودتان را بیرون بکشید (و اگر گیملافت تمام دکمه‌های روی صفحه را متوقف می‌کرد)، بازی بسیار بهتری بود. با این حال، با قطعات عالی خود، «جبهه جهانی» بهتر از اکثر بازی‌های تیراندازی در اپ استور باقی می‌ماند.

## داستان
بازیکن در طول بازی کنترل سرجوخه دیوید ویلسون را بر عهده می‌گیرد. با شروع جنگ جهانی دوم، او و برادرش اریک با هم به ارتش ایالات متحده پیوستند. دیوید به اقیانوس آرام فرستاده می‌شود تا در مبارزات جزایر سلیمان بجنگد. واحد دیوید به رهبری گروهبان نایسمن به بازپس‌گیری جزایر از نیروهای ژاپنی کمک می‌کند و از درخواست پشتیبانی هوایی توسط ژاپنی‌ها جلوگیری می‌کند. با تخریب مرکز رادیویی آنها. در حالی که آنها برای جمع‌بندی مجدد با سایر اعضای شرکت حرکت می‌کنند، دیوید توسط یک سرباز ژاپنی به شدت زخمی می‌شود و به بیمارستان منتقل می‌شود. پس از بیدار شدن از کمای شش هفته ای، نامه ای دریافت می‌کند که در آن هر دو مرگ اریک و لغو مدال افتخار او را مطلع می‌کند. جزئیات بیشتری از این حادثه ارائه نشده‌است. دیوید که احساس می‌کند چیزی درست نیست، به دنبال یافتن حقیقت می‌شود.
در سفر به شمال آفریقا، دیوید با سرجوخه ایرا شوماخر ملاقات می‌کند، که به او می‌گوید که سربازی به نام ستوان دایر ممکن است چیزی در مورد مرگ اریک بداند. دیوید پس از پس گرفتن یک شهر، دایر را پیدا می‌کند، اما او ادعا می‌کند که اریک را نمی‌شناخت، زیرا فقط یک ماه قبل به جوخه منتقل شده بود. او دیوید را به سمت مک نیل، دوست اریک نشان می‌دهد. شوماخر به دیوید کمک می‌کند تا مک نیل را پیدا کند که به شدت مجروح شده و دوزهای بالایی از مورفین مصرف می‌کند در قلعه قدیمی بریتانیا در آفریقا. او به دیوید می‌گوید که شخصی به نام «دانی» می‌داند که چه اتفاقی افتاده‌است و به او هشدار می‌دهد که اگر واقعاً او را دوست دارد، تحقیق در مورد مرگ برادرش را متوقف کند.
دیوید با ماندن در تیم شوماخر، در حمله به سیسیل شرکت می‌کند، اما تیم آنها مورد اصابت گلوله دشمن سنگین قرار می‌گیرد. آنها در راه مبارزه در میان کوه‌ها، از بین بردن چندین اسلحه ضدهوایی آلمان، از پل عبور کرده و وارد شهر می‌شوند. در آنجا دیوید متوجه می‌شود که «دانی» سربازی به نام دونووان است. تنها اطلاعاتی که دونووان می‌تواند ارائه دهد این است که اریک به قتل رسیده‌است. دیوید گیج شده به نیروهای متفقین می‌پیوندد که از نرماندی به آلمان می‌روند، جایی که مردی به نام هارتلی به او می‌گوید که سرهنگبکر از مرگ اریک خبر دارد و از صحبت کردن در مورد آن ترسی ندارد. دیوید یک بکر عصبانی را پیدا می‌کند که به دیوید می‌گوید که اریک در طی کمین آلمانی‌ها پس از دزدیدن وسایل از بیمارستان کشته شده‌است. با این حال، دیوید او را باور نمی‌کند و به زودی متوجه می‌شود که دونووان و دایر در طول کمین با اریک بوده‌اند. دیوید با دونوان روبرو می‌شود که اعتراف می‌کند که باید با اریک می‌بود، اما در عوض به خاطر پرستاری که جذبش شده بود در بیمارستان ماند. دیوید متوجه می‌شود که دایر به او دروغ گفته‌است و رازی را پنهان می‌کند.
دیوید با اطلاع از اینکه دایر به اقیانوس آرام بازگشته است، به آنجا برمی گردد و مصمم است دایر را پیدا کند و دوباره با نایسمن و واحدش متحد می‌شود. پس از گرفتن اردوگاه ژاپنی، آنها به واحد دایر ملحق می‌شوند. دایر به‌طور ناگهانی گروه را ترک می‌کند و دیوید به دنبال او می‌آید. دایر در حال تعقیب یک گشت ژاپنی است و در حالی که او و دیوید با گشت زنی می‌جنگند، دایر حقیقت را فاش می‌کند: او در حال دزدیدن لوازم پزشکی از بیمارستان و فروش آنها بود. زمانی که آلمانی به واحد کمین کرد، دایر فرار کرد و با دیدن اینکه اریک مرده‌است، به نظر می‌رسد که اریک اقلام دزدیده شده را در اختیار دارد، اما از اتفاقی که افتاده بسیار متأسف بود.
در پایان بازی، یک سرباز ژاپنی سعی می‌کند دایر را از پشت بکشد و به بازیکن حق انتخاب داده می‌شود که او را نجات دهد یا خیر. اگر دیوید تصمیم بگیرد که او را نجات دهد، دایر بدون هیچ آسیبی می‌گریزد، اما اگر دیوید تصمیم بگیرد او را نجات ندهد، دایر مورد اصابت گلوله قرار می‌گیرد، اگرچه پس از آن نایسمن که در جستجوی آنهاست نجات می‌یابد. در هر صورت، بازی با زنده ماندن دایر، پاک شدن نام اریک و بازیابی مدال افتخار او به پایان می‌رسد.